# Kendrick Brothers
Kendrick Brothers es una empresa de  producción cinematográfica de películas relacionadas con cristianismo evangélico. La sede se encuentra en Albany (Georgia), en los Estados Unidos.

## Historia
Kendrick Brothers fue fundada en 2013 en Albany (Georgia) por Alex Kendrick, Stephen Kendrick y Shannon Kendrick, cineastas de Sherwood Pictures. Después de lanzar varias películas basadas en la fe cada vez más exitosas con Sherwood Pictures, incluidas Flywheel, Facing the Giants, Fireproof y Courageous, Kendrick Brothers se formó como una productora para "dar un paso más allá de Sherwood y expandir su ministerio cinematográfico"  con la nueva compañía. Posteriormente lanzó War Room, Overcomer (Vencedor), Show Me the Father y Courageous Legacy. Su trabajo más reciente, Lifemark, debutó en Fathom Events el 9 de septiembre de 2022. En 2023 anunciaron que una nueva película llamada The Forge estaba siendo producida con fecha prevista de lanzamiento de 23 de agosto de 2024. 

## Filmografía
Según la web oficial han producido estas películas: 
- Flywheel (2003)
- Facing the Giants (2006)
- Fireproof (2008)
- Courageous (2011)
- War Room (2015)
- Overcomer (Vencedor) (2019)
- Show Me the Father (2021)
- Lifemark (2022)
- The Forge (2024)